# Liste des noms français des villes asiatiques
 (mars 2025).
Cet article liste le nom français des villes en Asie, seulement lorsque ceux-ci sont différents du nom local. Ce continent est divers en langues et surtout en systèmes d’écriture ; aussi, il ne faut pas confondre les noms français avec la translittération. Dans les pays qui n'utilisent pas l'alphabet latin, le nom d'une ville n'est inclus que quand il diverge du système de romanisation reconnu actuellement ou d'un système qui a été reconnu dans le passé, s'il existe. La suppression des accents ne compte pas comme différence d'orthographe. Les noms translittérés spécifiquement pour le français sont inclus. Les noms aujourd’hui hors d’usage sont précisés en italique.

## Abkhazie
| Nom en abkhaze | Romanisation National de Géorgie | Nom en français |
| -------------- | -------------------------------- | --------------- |
| Афон Ҿыц       | Akhali Atoni                     | Nouvel Athos    |
| Аҟәа           | Sokhumi                          | Soukhoumi       |

## Afghanistan
| Nom en pachto | Romanisation GENUNG (1972) | Nom en français |
| ------------- | -------------------------- | --------------- |
| افغانستان     | Kābul                      | Kaboul          |

## Arabie saoudite
| Nom en arabe | Romanisation GENUNG (1972) | Nom en français |
| ------------ | -------------------------- | --------------- |
| مكة          | Makka                      | La Mecque       |
| الرياض       | Ar-riyāḍ                   | Riyad           |

## Arménie
| Nom en arménien | Romanisation BGN/PCGN | Nom en français |
| --------------- | --------------------- | --------------- |
| Երևան           | Yerevan               | Erevan          |

## Azerbaïdjan
| Nom en azéri | Translittération latine | Nom en français |
| ------------ | ----------------------- | --------------- |
| Bakı         | Bakü                    | Bakou           |
| Gəncə        | Gäncä                   | Gandja          |
| Naxçıvan     | Naxçüvan                | Nakhitchevan    |
| Sumqayıt     | Sumqayüt                | Soumgaït        |

## Bangladesh
| Nom en bengali | Nom en anglais | Nom en français |
| -------------- | -------------- | --------------- |
| ঢাকা             | Dhaka          | Dacca           |

## Bhoutan
| Nom en dzongkha | Nom en anglais | Nom en français |
| --------------- | -------------- | --------------- |
| ཐིམ་ཕུ            | Thimphu        | Thimphou        |

## Birmanie
| Nom en birman | Nom en anglais | Nom en français |
| ------------- | -------------- | --------------- |
| မော်လမြိုင်မြ         | Mawlamyine     | Moulmein        |
| ပဲခူးတုိင္‌း          | Pegu           | Pégou           |
| ရန်ကုန်          | Rangoon        | Rangoun         |

## Cambodge
| Nom en khmer | Romanisation GENUNG | Nom en français |
| ------------ | ------------------- | --------------- |
| ភ្នំពេញ         | Phnum Pɨñ           | Phnom Penh      |

## Chine
| Nom en caractères chinois | Nom en pinyin | Nom en français |
| ------------------------- | ------------- | --------------- |
| 百色                      | Bǎisè         | Bose            |
| 北京                      | Běijīng       | Pékin           |
| 广州                      | Guǎngzhōu     | Canton          |
| 海口                      | Hǎikǒu        | Haïkou          |
| 南京                      | Nánjīng       | Nankin          |
| 上海                      | Shànghǎi      | Shanghaï        |
| 太原                      | Tàiyuán       | Taïyuan         |
| 台州                      | Tāizhōu       | Taïzhou         |
| 乌鲁木齐 / ئۈرۈمچى        | Wūlǔmùqí      | Ouroumtsi       |
| 邢台                      | Xíngtái       | Xingtaï         |
| 烟台                      | Yāntái        | Yantaï          |
| 珠海                      | Zhūhǎi        | Zhuhaï          |

## Corée du Nord
| Nom en hanja | Nom en coréen | Romanisation McCune-Reischauer modifiée | Nom en français        |
| ------------ | ------------- | --------------------------------------- | ---------------------- |
| 安州         | 안주          | Anju                                    | Andjou                 |
| 淸津         | 청진          | Chŏngjin                                | Tcheungdjin            |
| 海州         | 해주          | Haeju                                   | Haidjou                |
| 咸興         | 함흥          | Hamhŭng                                 | Hamheung               |
| 熙川         | 희천          | Hŭichŏn                                 | Hytcheun               |
| 開城         | 개성          | Kaesŏng                                 | Kaiseung               |
| 江界         | 강계          | Kanggye                                 | Kangkyé                |
| 金策         | 김책          | Kimchaek                                | Kimtchaik              |
| 南浦         | 남포          | Nampho                                  | Nampo                  |
| 穩城         | 온성          | Onsŏng                                  | Onseung                |
| 平壤         | 평양          | Phyŏngyang                              | Pyongyang, Pyeung-Yang |
| 沙里院       | 사리원        | Sariwŏn                                 | Sariweun               |
| 新興         | 신흥          | Sinhŭng                                 | Sinheung               |
| 新義州       | 신의주        | Sinŭiju                                 | Sinydjou               |
| 德川         | 덕천          | Tŏkchŏn                                 | Deuktcheun             |
| 元山         | 원산          | Wŏnsan                                  | Weunsan                |

## Corée du Sud
| Nom en hanja | Nom en coréen | Romanisation révisée | Nom en français |
| ------------ | ------------- | -------------------- | --------------- |
| 漢城         | 서울          | Seoul                | Séoul           |

## Émirats arabes unis
| Nom en arabe | Romanisation GENUNG (1972) | Nom en français |
| ------------ | -------------------------- | --------------- |
| أبو ظبي      | Abū ẓabī                   | Abou Dabi       |
| الشارقة      | Aš-šārja                   | Charjah         |
| دبي          | Dubayy                     | Dubaï ou Doubaï |

## Géorgie
| Nom en géorgien | Romanisation National de Géorgie | Nom en français |
| --------------- | -------------------------------- | --------------- |
| ბათუმი          | Batumi                           | Batoumi         |
| ქობულეთი        | Kobuleti                         | Kobouleti       |
| ქუთაისი         | Kutaisi                          | Koutaïssi       |
| ოზურგეთი        | Ozurgeti                         | Ozourguéti      |
| რუსთავი         | Rustavi                          | Roustavi        |
| თბილისი         | Tbilisi                          | Tbilissi        |
| ჭიათურა         | Ch’iatura                        | Tchiatoura      |
| ზუგდიდი         | Zugdidi                          | Zougdidi        |

## Inde
| Nom dans la langue locale | Nom en anglais | Nom en français |
| ------------------------- | -------------- | --------------- |
| চন্দননগর (bengali)         | Chandannagar   | Chandernagor    |
| കൊച്ചി (malayalam)           | Kochi          | Cochin          |
| சென்னை (tamoul)              | Chennai        | Madras, Chennaï |
| जयपुर (hindi)              | Jaipur         | Djaïpour        |
| காரைக்கால் (tamoul)            | Karaikal       | Karikal         |
| മയ്യഴി ജില്ല (malayalam)      | -              | Mahé            |
| नागपुर (marathi)            | Nagpur         | Nagpour         |
| புதுச்சேரி (tamoul)            | Pondicherry    | Pondichéry      |
| સુરત (goudjarati)          | Surat          | Surate          |
| यानम (marathi)             | Yanam          | Yanaon          |

## Indonésie
| Nom en indonésien | Nom en français |
| ----------------- | --------------- |
| Bandung           | Bandoung        |
| Jakarta           | Djakarta        |
| Makassar          | Macassar        |

## Irak
| Nom en arabe | Romanisation GENUNG (1972) | Nom en français |
| ------------ | -------------------------- | --------------- |
| بغداد        | Baġdād                     | Bagdad          |

## Iran
| Nom en persan | Romanisation GENUNG (1967) | Nom en français |
| ------------- | -------------------------- | --------------- |
| تهران         | Tehrān                     | Téhéran         |

## Israël
| Nom en hébreu | Romanisation ISO 259 | Nom en français |
| ------------- | -------------------- | --------------- |
| חֵיפָה          | Ḥēyfā                | Haïfa           |
| יְרוּשָׁלַיִם       | Yerushalayim         | Jérusalem       |

## Japon
| Nom en japonais | Nom en rōmaji | Nom en français |
| --------------- | ------------- | --------------- |
| 神戸            | Kōbe          | Kobé            |

## Kirghizistan
| Nom en kirghize | Romanisation BGN/PCGN | Nom en français |
| --------------- | --------------------- | --------------- |
| Балыкчы         | Balykchy              | Balyktchy       |
| Бишкек          | Bishkek               | Bichkek         |
| Жалал-Абад      | Jalal-Abad            | Djalalabad      |
| Oш              | Osh                   | Och             |

## Koweït
| Nom en arabe | Romanisation GENUNG (1972) | Nom en français |
| ------------ | -------------------------- | --------------- |
| الكويت       | Al-kuwayt                  | Koweït          |

## Laos
| Nom en laotien | Romanisation Bibliothèque du Congrès | Nom en français |
| -------------- | ------------------------------------ | --------------- |
| ປາກເຊ          | Pakse                                | Paksé           |
| ວຽງຈັນ          | Viang Chan                           | Vientiane       |

## Liban
| Nom en arabe | Romanisation GENUNG (1972) | Nom en français |
| ------------ | -------------------------- | --------------- |
| بيروت        | Bayrūt                     | Beyrouth        |

## Maldives
| Nom en maldivien | Nom en latin maldivien | Nom en français |
| ---------------- | ---------------------- | --------------- |
| މާލެ               | Mālē                   | Malé            |

## Mongolie
| Nom en mongol bitchig | Nom en mongol | Nom en français |
| --------------------- | ------------- | --------------- |
| ᠤᠯᠠᠭᠠᠨᠪᠠᠭᠠᠲᠤᠷ         | Улаанбаатар   | Oulan-Bator     |

## Népal
| Nom en népalais | Nom en anglais | Nom en français |
| --------------- | -------------- | --------------- |
| काठमाडौं            | Kathmandu      | Katmandou       |

## Oman
| Nom en arabe | Romanisation GENUNG (1972) | Nom en français |
| ------------ | -------------------------- | --------------- |
| مسقط         | Masqaṭ                     | Mascate         |

## Ouzbékistan
| Nom en ouzbek | Nom en français |
| ------------- | --------------- |
| Toshkent      | Tachkent        |

## Palestine
| Nom en arabe  | Romanisation GENUNG (1972) | Nom en français |
| ------------- | -------------------------- | --------------- |
| القدس الشرقية | al-Quds ash-Sharqiya       | Jérusalem-Est   |

## Philippines
| Nom en tagalog | Nom en espagnol | Nom en français |
| -------------- | --------------- | --------------- |
| Maynila        | Manila          | Manille         |

## Singapour
| Nom en malais | Nom en anglais | Nom en français |
| ------------- | -------------- | --------------- |
| Singapura     | Singapore      | Singapour       |

## Syrie
| Nom en arabe | Romanisation GENUNG (1972) | Nom en français |
| ------------ | -------------------------- | --------------- |
| ﺣﻠﺐ          | Ḥalab                      | Alep            |
| دمشق         | Dimašq                     | Damas           |

## Tadjikistan
| Nom en tadjik | Romanisation ISO 9 (1995) | Nom en français |
| ------------- | ------------------------- | --------------- |
| Душанбе       | Dušanbe                   | Douchanbé       |

## Thaïlande
| Nom en thaï | Romanisation RTGS | Nom en français |
| ----------- | ----------------- | --------------- |
| เชียงใหม่     | Chiang Mai        | Chiang Maï      |

## Taïwan
| Nom en caractères chinois | Romanisation Wade-Giles | Nom en français |
| ------------------------- | ----------------------- | --------------- |
| 臺中                      | Taichung                | Taïchung        |
| 臺南                      | Tainan                  | Taïnan          |
| 臺北                      | Taipei                  | Taïpei          |
| 台東                      | Taitung                 | Taïtung         |

## Turkménistan
| Nom en turkmène | Nom en français |
| --------------- | --------------- |
| Aşgabat         | Achgabat        |

## Viêt Nam
| Nom en chữ nôm | Nom en vietnamien     | Nom en français           |
| -------------- | --------------------- | ------------------------- |
| 海防           | Hải Phòng             | Haïphong                  |
| 河內           | Hà Nội                | Hanoï                     |
| 城舖胡志明     | Thành phố Hồ Chí Minh | Hô Chi Minh-Ville, Saïgon |
| 化             | Huế                   | Hué                       |